# Frøya
Frøya es un municipio de la provincia de Trøndelag, Noruega. Está formada por una isla, localizada al norte de Hitra, y de numerosos islotes. Frøya ocupa una superficie de 241 km² y tiene una población de 4799 habitantes según el censo de 2016.
Desde 1985, Frøya es miembro participante en los Juegos de las Islas.

## Evolución de la población (1769-2006)
| 1769: 1208 | 1875: 3968 | 1950: 6804 |
| 1801: 1718 | 1890: 4696 | 1960: 6669 |
| 1815: 2007 | 1900: 4880 | 1970: 4537 |
| 1835: 2174 | 1910: 6063 | 1980: 4749 |
| 1845: 2593 | 1920: 6441 | 1990: 4245 |
| 1855: 2859 | 1930: 6999 | 2001: 4108 |
| 1865: 3352 | 1946: 7124 | 2006: 4059 |